# Мін'є Дейбба
Мін'є Дейбба (*тай. พระชัยทิพ; д/н — 1614) — 19-й володар держави Ланна у 1608/1609—1614 роках. У тайців відомий як Пхра Чайятхіп.

## Життєпис
Походив з Першої династії Таунгу, молодшої гілки. Другий син Норахта Мінсо, правителя Ланни, й Сінбюшин Медо (доньки Тадодхаммаязи II, віцекороля П'ї). Народився на початку 1580-х років. 1600 року, коли його старший брат Тадо Мінсо відправився до Аюттхаї.
Після смерті батька наприкінці 1607 або напочатку 1608 року за підтримки частині знаті захопив владу в Ланні. Втім низка аристократів закликала на трон Тадо Мінсо. Останнього підтримав його родич — Екатотсарот, володар Аюттхаї. Зумів захистити столицю Чіангмай, а потім визнав зверхність Анаукпетлуна, правителя імперії Таунгу, від якого отримав військову допомогу.
В подальшому зберігав вірність Таунгу, що забезпечило захист від Лансангу і Аюттхаї. Помер 1614 року. Йому спадкував син Тадо Чав.